# Lepromoris gibba
Lepromoris gibba är en skalbaggsart som först beskrevs av Gaspard Auguste Brullé 1838.  Lepromoris gibba ingår i släktet Lepromoris och familjen långhorningar. Inga underarter finns listade i Catalogue of Life.